# Artur Dębczak
Artur Dębczak (ur. 8 kwietnia 1968 w Lęborku) – generał brygady, Zastępcy Szefa Inspektoratu Wsparcia Sił Zbrojnych.

## Przebieg służby wojskowej
Artur Dębczak urodził się w Lęborku, gdzie ukończył I Liceum Ogólnokształcące. W 1987 roku jako podchorąży rozpoczął studia na Wydziale Mechanicznym w Wojskowej Akademii Technicznej w Warszawie, której absolwentem został w 1992 r. Następnie ukończył studia podyplomowe na Uniwersytecie Gdańskim (1997), Politechnice Gdańskiej (2004), a także Studia Polityki Obronnej w Akademii Obrony Narodowej (2014). Jest doktorem nauk o obronności. Po studiach służył kolejno w 7 Łużyckiej Brygadzie Obrony Wybrzeża oraz 3. i 36 Brygadzie Pancernej w Trzebiatowie. Skąd trafił do 1 Brygady Obrony Terytorialnej. W 2007 roku powierzono mu obowiązki dowódcy XXVII zmiany Polskiego Kontyngentu Wojskowego PKW UNIFIL w Libanie. W latach 2008–2011 służył w Dowództwie Wojsk Lądowych.
W latach 2012–2016 służył w Centrum Doktryn i Szkolenia Sił Zbrojnych w Bydgoszczy. Pełnił jednocześnie funkcję narodowego dyrektora Wielonarodowej Kampanii Rozwoju Zdolności (MCDC). Od 2016 roku pełnił obowiązki zastępcy dyrektora Grzegorza Kwaśniaka z Biura do spraw Utworzenia Obrony Terytorialnej.
W 2017 r. wyznaczony został na stanowisko zastępcy dowódcy Wojsk Obrony Terytorialnej. 11 listopada 2018 r. mianowany przez Prezydenta RP Andrzeja Dudę na stopień generała brygady. Od stycznia 2020 był dyrektorem Biura do spraw Programu „Zostań Żołnierzem Rzeczypospolitej". W maju 2022 objął stanowisko Zastępcy Szefa Inspektoratu Wsparcia Sił Zbrojnych.